# Строгино (станция метро, Арбатско-Покровская линия)
«Строгино́» — станция Московского метрополитена, расположена на Арбатско-Покровской линии между станциями «Крылатское» и «Мякинино». Открыта 7 января 2008 года в составе участка «Парк Победы» — «Строгино». Названа по одноимённому району Москвы. Одновременно с открытием «Строгина» участок Филёвской линии от «Кунцевской» до «Крылатского» был отдан Арбатско-Покровской, при этом «Кунцевская» стала станцией с кросс-платформенной пересадкой (строго в одном направлении — от центра со стороны Арбатско-Покровской и к центру со стороны Филёвской) между ними и конечной станцией Филёвской линии.

## Оформление
На своде станции размещены ниши в виде капель, которые балками поделены на более мелкие сегменты, где располагаются светильники. Свод окрашен в белый цвет, пол выложен светло-серым гранитом, а путевые стены оформлены тёмно-серым и чёрным гранитом. На перроне установлены стреловидные скамьи из ценных пород дерева со вставками из нержавеющей стали.
Спустя некоторое время после открытия станции часть перегоревших ламп была заменена на новые, свет которых имел иной оттенок, что портило вид станции. В ноябре 2009 года все лампы были заменены и свет стал равномерным.

## Станция в цифрах
Тип конструкции — односводчатая мелкого заложения. Пикет ПК229+88. Длина платформы — 162 метра, ширина — 12 метров, высота свода — 5,5 метра.
- Таблица времени прохождения первого поезда через станцию[2]:

| По чётным числам               | Будние дни | Выходные дни |
| По нечётным числам             | Будние дни | Выходные дни |
| В сторону станции «Крылатское» | 05:49:00   | 05:48:00     |
| В сторону станции «Крылатское» | 05:49:00   | 05:48:00     |
| В сторону станции «Мякинино»   | 05:53:00   | 05:53:00     |
| В сторону станции «Мякинино»   | 05:51:00   | 05:51:00     |

## История
Строительство начато в 1991 году. Тогда планировалось включить её в состав хордовой линии Митино-Бутово с пересадкой на Калининскую линию. Однако успели возвести лишь две «стены в грунте», ограждающие будущий котлован станции, и пройти несколько сотен метров перегонных тоннелей в сторону станции «Волоколамская». После начала экономического кризиса строительство заморозили, к проекту вернулись только через десятилетие. В 1993—2005 годах строительство не велось. Всё это время «Строгино» (наряду с «Волоколамской» и «Митиным») обозначалась на схемах как строящаяся станция Филёвской линии.
12 октября 2006 года была закончена проходка тоннелей под Серебряным Бором (см.: Северо-Западный тоннель).
Изначально в планах Московского метрополитена открытие было запланировано на декабрь 2007 года. Но в связи с тем, что открытие планировалось одновременным с открытием участка Арбатско-Покровской линии от «Парка Победы» до «Кунцевской» и передачей к ней участка «Кунцевская» — «Крылатское» от Филёвской линии (для перевода большого пассажиропотока из Строгина на более приспособленную линию), а реконструкция путевого развития на «Кунцевской» требовала нескольких дней с закрытием важного участка от «Пионерской» до «Крылатского», было решено сделать это в выходные дни — новогодние праздники в начале января 2008 года.
29 декабря 2007 года прошёл первый пробный поезд (проследовавший через Филёвскую линию: движение на участке «Парк Победы» — «Кунцевская» Арбатско-Покровской линии ещё не было открыто).
Станция открылась 7 января 2008 года при продлении Арбатско-Покровской линии на один перегон от перешедшего из Филёвской линии участка «Кунцевская» — «Крылатское», после ввода в эксплуатацию которого в Московском метрополитене стало 176 станций. На одном конце в западном подземном вестибюле — эскалаторы, на другом конце в восточном подземном вестибюле имеется общая лестница. Из-за задержки поставки эскалаторов западный вестибюль станции был открыт только 22 января. С момента открытия и до продления линии до «Митина» в декабре 2009 года станция была конечной.
В 2008 году проект станции стал дипломантом архитектурной премии «Хрустальный Дедал», хотя было замечено, что свод станции «Строгино» схож с валенсийской станцией метро «Аламеда» (Alameda), спроектированной известным архитектором Сантьяго Калатравой
- Станция метро «Аламеда» в 2019 году, построена в 1995 году

## Путевое развитие
За станцией расположено два тупика, использовавшиеся для оборота составов, когда станция была конечной. В настоящее время они используются для оборота и отстоя поездов. Также тупики используют для ночного отстоя и технического обслуживания поездов.
Перегон «Крылатское» — «Строгино» является на сегодня самым длинным перегоном в Московском метро. Его общая протяжённость составляет 6,6 км. Время поездки на средней скорости составляет 7 минут 42 секунды. В нём расположена техническая станция «Троице-Лыково».

## Расположение
Станция «Строгино» расположена между станциями «Мякинино» и «Крылатское». Выход в город на Строгинский бульвар. Из западного вестибюля к улице Кулакова, перехватывающей парковке, торговому центру «Дарья», торговому центру «Лукоморье», храму Новомучеников и Исповедников Российских. Из восточного вестибюля к Таллинской улице, улице Маршала Катукова, стадиону «Янтарь».

## Наземный общественный транспорт
На этой станции можно пересесть на следующие маршруты городского пассажирского транспорта:
- Автобусы: 137, 310, с331, 626, 631, 640, 652, 654, 743, 782
- Трамваи: 10, 30

## Перспективы
Изначально на станции планировалась пересадка на поезда Калининско-Солнцевской линии. По первоначальному проекту её планировалось сделать двухэтажной с кросс-платформенной пересадкой (аналогично станции «Спортивная» Петербургского метрополитена), по последующему планировалось строительство второй параллельной станции без возможности организации кросс-платформенной пересадки, со служебной соединительной ветвью между путями двух линий (то есть всего в станционном комплексе должно было быть 5 параллельных путей), однако эти проекты не были реализованы в связи с решением продлевать Калининскую линию в Солнцево, а не в Строгино. Теперь вместо этого в будущем здесь планируется пересадка на перспективную Рублёво-Архангельскую линию.

## Галерея
- Общий вид зала
- Общий вид зала с пассажирами
- Фальшстена, находившаяся перед выходом в западный вестибюль
- Путевая стена
- Бордюр с подсветкой на платформе вдоль путей
- Указатель направления движения поездов